# IPad Pro (2020)
De iPad Pro die in maart 2020 werd uitgebracht is de vierde generatie van de Pro-serie van de iPad van het Amerikaanse bedrijf Apple Inc. De vierde iPad Pro kwam beschikbaar op 18 maart 2020. De iPad Pro is 5,9 mm dik. Hij heeft een 64 bit-Apple A12Z Bionic-processor met de M12-coprocessor. Net zoals zijn voorganger de IPad Pro uit 2018 zijn de randen dunner, is de thuisknop verdwenen en beschikt de Pro over Face ID. Het model uit 2020 beschikt ten opzichte van zijn voorganger over vijf microfoons en drie camera's, de nieuwe camera beschikt over een ultra-groothoeklens. Hiernaast beschikt de iPad Pro over een LiDAR-sensor waarmee de iPad beter in staat is 3D-modellen te maken en afstanden te meten. Deze sensor verbetert de mogelijkheden op het gebied van aangevulde realiteit (AR).
De iPad is verkrijgbaar in twee verschillende schermformaten; 28 cm (11-inchmodel) en 33 cm (12,9-inchmodel), hiernaast kan men kiezen tussen een model met enkel ondersteuning voor Wi-Fi of ook met een mobiele dataverbinding (cellular).